# Discografia internazionale
Discografia internazionale (DI) — еженедельный итальянский музыкальный журнал, издававшийся с 1966 года. Штаб-квартира журнала находилась на площади Лорето в Милане. Им руководил Джермано Рушитто, бывший пресс-секретарь Bluebell Records, в сотрудничестве с Billboard Publications, Inc. Журнал, ориентированный на международную звукозапись, задумывался как конкурент давно зарекомендовавшему себя итальянскому изданию Musica e dischi.
Музыкальные чарты DI представляли Италию в еженедельном разделе международных чартов Billboard «Hits of the World». Совместно с Billboard и британским журналом Record Retailer DI спонсировала ежегодную Международную конференцию музыкальной индустрии (IMIC), проходившую в Монтрё, Швейцария.
Последний номер журнала был опубликован в декабре 1972 года.